# Wie beim ersten Mal
Wie beim ersten Mal (Originaltitel: Hope Springs) ist eine romantische Komödie aus dem Jahr 2012 mit den Hauptdarstellern Meryl Streep, Tommy Lee Jones und Steve Carell. Regie führte David Frankel, der Meryl Streep bereits in Der Teufel trägt Prada inszenierte. In den USA kam der Film am 8. August 2012 in die Kinos, in Deutschland am 27. September 2012.

## Inhalt
Der Film handelt von Kay und ihrem Mann Arnold, deren Leidenschaft nach 31 Ehejahren versiegt ist. Die Geschichte beginnt mit einem Annäherungsversuch Kays. Beide schlafen in getrennten Zimmern. Während sie versucht, mit neuer Nachtwäsche Arnold Lust zu machen, hat er nur Augen für seine Zeitschrift. Als Kay fragt, ob sie bei ihm schlafen könne, lehnt er ab mit einem Hinweis auf leichtes Unwohlsein. Am nächsten Morgen geht anscheinend alles seine gewohnte Routine: Kay bereitet ihrem Mann das Frühstück, Arnold liest dabei seine Zeitung. Sie verabschieden sich mit einem flüchtigen Kuss und anschließend gehen beide zur Arbeit: Arnold als erfolgreicher Partner bei einer Steuerberatung, Kay in einem Bekleidungsgeschäft.
Im Geschäft fragt Kay ihre Kollegin, ob es möglich sei, eine Ehe zu verändern. Diese antwortet, dass dies eher unrealistisch wäre und nur funktionieren würde, wenn einer der Partner etwas riskiert. Am Abend haben Kay und Arnold anlässlich ihres 31. Hochzeitstages ihre erwachsenen Kinder mit ihren Partnern eingeladen. Kay berichtet, dass sie sich zu diesem Anlass gemeinsam ein neues Pay-TV-Abonnement geschenkt haben. Später, als die Gäste bereits gegangen sind, sieht man Arnold, der in seinem Sessel eingeschlafen ist. Im Fernsehen läuft eine Sendung des Golfkanals. Kay weckt ihn und sie gehen schlafen, jeder in seinem eigenen Schlafzimmer. Nachts kann Kay aus Frust nicht schlafen.
Am nächsten Tag findet sie in einem Buchladen einen Ratgeber mit dem Titel Sie können die Ehe führen, die Sie haben wollen. Noch im Auto beginnt sie, das Buch zu lesen. Abends schaut sie sich die Homepage des Autors und Therapeuten Dr. Feld aus Maine an. Einige Tage später präsentiert sie Arnold beim Frühstück einen Prospekt der „Intensiven Paarberatung“ von Dr. Feld. Arnold lehnt diese ab, doch Kay sagt ihm, dass sie die Therapie bereits gebucht habe. Arnold verlangt mürrisch die Stornierung der Therapie.
Kay versucht ihm den Aufenthalt schmackhaft zu machen, da sie beide vormittags die Therapiesitzung hätten und nachmittags könne er sich an den Strand setzen und die Gegend genießen. Kay sagt, sie wolle auf jeden Fall dorthin fahren, Arnold hingegen will auf jeden Fall zuhause bleiben. Auf der Arbeit erzählt Arnold einem Kollegen, dass seine Frau ihm drohen würde, mit ihm nach Maine zu fahren. Der Kollege berichtet, dass seine Exfrau ihm auch mal gedroht habe. Er habe sich daraufhin betrunken, sei spät nach Hause gekommen und habe seine Frau beleidigt. Dies sei jedoch falsch gewesen, denn jetzt sei er allein zuhause. Abends übergibt Kay Arnold sein Flugticket. Wieder stellt er den Sinn der Reise in Frage. Kay fragt ihn, wann er sie das letzte Mal berührt habe. Arnold isst sein Abendbrot allein, danach setzt er sich wieder vor den Fernseher, wo er wieder bei der Sendung des Golfkanals einschläft.
Am nächsten Morgen verlässt Kay das Haus und fährt mit dem Taxi zum Flughafen. Arnold, der sich eigentlich für die Arbeit bereitgemacht hat, sieht ihr hinterher. Kay sitzt bereits im Flugzeug, als Arnold doch noch auftaucht und neben ihr Platz nimmt. Nachdem sie gelandet sind, fahren sie mit dem Auto nach Maine, Arnold meckert über die lange Anfahrt und die entstehenden Kosten. Kay versichert, dass sie ein besonders günstiges Motel gebucht habe. Im Motelzimmer schläft Kay im Bett und Arnold auf der Schlafcouch nebenan.
Am nächsten Morgen ist Arnold erneut mit allem unzufrieden und beschwert sich über die Preise in einem Frühstückscafé. Kay ist wegen der ersten Therapiesitzung aufgeregt und kann nur wenig essen, woraus die Kellnerin schließt, dass beide wohl einen Termin bei Dr. Feld haben. Bei der ersten Therapiesitzung sagt Dr. Feld, dass das Ziel sein werde, die verlorengegangene Intimität wiederherzustellen.
Als sie nach der Sitzung in einem Restaurant sitzen und Arnold sich wieder über die Kosten für die Therapie aufregt und die Qualifikation von Dr. Feld anzweifelt, werden Kay und Arnold von einem Mann und einer Frau angesprochen, die sofort erkannt haben, dass sie zu Dr. Feld gehen würden und ihnen nun erzählen, dass sie jedes Jahr wiederkommen würden: zum „Nachjustieren“.
Im zweiten Therapiegespräch versucht Dr. Feld herauszufinden, wann sie sich kennengelernt haben, warum sie in getrennten Schlafzimmern schlafen und wann sie das letzte Mal Sex hatten. Während Kay die Fragen exakt beantworten kann, hat Arnold keine Erinnerung mehr daran und beschwert sich wieder über den Sinn der Therapie. Dr. Feld gibt ihnen die Übung auf, gemeinsam im Bett zu liegen und sich nur zu umarmen. Nach der Sitzung verbringen beide den Nachmittag getrennt. Arnold geht spazieren und landet schließlich in einem Museum. Kay geht in eine Bar, in der ein Gespräch mit der Barkeeperin über fehlenden Sex in der Ehe entsteht. Die Barkeeperin fragt daraufhin laut die anwesenden Gäste, wer von ihnen ebenfalls keinen Sex in der Ehe habe. Daraufhin melden sich mehrere Personen. Am Abend machen Kay und Arnold ihre Übung. Am nächsten Morgen erwachen sie, gemeinsam hintereinander liegend.
Im dritten Therapiegespräch sollen beide über ihre sexuellen Fantasien sprechen. Während Kay keine hat und sich auch nicht selbst befriedigt, gesteht Arnold zögernd, dass er über Oralsex und einen Dreier mit der Nachbarin fantasiere. Dr. Feld gibt ihnen die Aufgabe, sich gegenseitig zu massieren. Als Kay dies abends bei Arnold tut, wird er erregt, doch bricht er dann ab und geht allein schlafen. Nachts liegen beide wach, Kay befriedigt sich selbst.
Die vierte Therapiesitzung bricht Arnold, dem die Erörterung des Abends zuvor sichtlich unangenehm ist, ab und geht spazieren. Später treffen sie sich im Motel wieder, wo Kay frustriert zu packen begonnen hat. Sie sagt, dass sie in ihrer Ehe immer wieder hinausgeschobene Erwartungen gehabt habe und sich immer wieder habe vertrösten lassen. Arnold hingegen stellt erneut den Sinn der Therapie in Frage und sagt, dass man dabei nur versagen und verlieren könne.
Am nächsten Morgen sind sie dennoch wieder in der Therapie und Dr. Feld fragt, woher diese Wut käme. Daraufhin geben sich beide gegenseitig die Schuld an der fehlenden Lust. Arnold weist darauf hin, dass er immer treu gewesen sei, sich nie mit Pornographie beschäftigt und somit alles richtig gemacht habe. Kay beschwert sich, dass Arnold immer vor dem Fernseher einschlafe und sie Golf hassen würde. Dr. Feld bittet sie, von ihrem schönsten Sexerlebnis zu erzählen und sie erinnern sich an gemeinsame romantische Begegnungen. Als nächste Übung gehen beide in ein Kino. Kay versucht, Arnold oral zu befriedigen, doch geht der Versuch daneben: Weder ist Arnold entspannt noch ist Kay geübt genug. Frustriert und weinend verlässt Kay das Kino. Arnold erinnert sich an Fragen, die Dr. Feld gestellt hat, wie zum Beispiel, ob er tatsächlich alles für seine Ehe gegeben hat, was er für die Beziehung zu Kay riskiert hat und ob das schon das Beste war, das er geben konnte.
Arnold sucht ein Hotel-Restaurant auf. Obwohl es ausgebucht ist, bedrängt er den Manager, ihm unbedingt einen Platz zu besorgen. In der Zwischenzeit geht Kay in eine Buchhandlung, um sich ein von Dr. Feld empfohlenes Buch zu besorgen. Kay möchte dadurch etwas über Oralsex lernen. Außer dem Buch besorgt sie sich noch Wurst und Bananen, mit denen sie später heimlich übt. Dann führt Arnold sie in das Restaurant aus. Sie verbringen einen entspannten und romantischen Abend. Als Kay nichts mehr trinken will, sagt Arnold, dass er im Hotel ein Zimmer für beide reserviert habe. Er führt sie daraufhin in eine gemütliche Suite mit Kaminfeuer, Erdbeeren und Champagner. Wieder versuchen sie zärtlich zu sein, doch Arnold verliert plötzlich die Lust. Kay ist in Tränen aufgelöst und gibt sich selbst die Schuld, dass er sich nicht zu ihr hingezogen fühle.
Beim letzten Therapiegespräch weist Dr. Feld darauf hin, dass Rückschläge normal und kein Zeichen für Versagen seien. Er ermuntert sie, durchzuhalten und nicht aufzugeben. Er macht ihnen Mut und sagt, dass sie später erkennen würden, dass ihre Ehe erfüllender und befriedigender sein würde, als sie es sich je erträumt hätten. Außerdem empfiehlt er einen Therapeuten in ihrem Heimatort, der ihnen weiterhelfen könne.
Als Kay und Arnold wieder zu Hause sind, kehren sie wieder in die alte Routine zurück. Kay bereitet das Frühstück, Arnold liest die Zeitung und geht zur Arbeit. Ein Kollege fragt ihn, wie seine Woche in Maine gewesen sei. Er antwortet, dass dort alles schrecklich überteuert sei. Als sie abends gemeinsam essen, beschwert sich Arnold über einen Kunden, den er jedes Jahr an die rechtzeitige Abgabe seiner Unterlagen erinnern müsse. Bereits seit 17 Jahren führe er mit ihm immer und immer wieder dasselbe Gespräch. Danach setzt er sich wieder vor den Fernseher, um bei seiner Golfsendung einzuschlafen.
Am nächsten Morgen bietet Kay ihrer Kollegin an, in ihrer Abwesenheit auf ihre Katze aufzupassen und sogar ein paar Tage in ihrem Haus zu wohnen. Beim Abendbrot stellt Arnold erneut die Frage, ob ihr Verhältnis denn wirklich so schlimm sei. Kay sagt, dass sie nicht mehr in ihr altes Leben zurück möchte. Danach setzt sich Arnold wieder vor den Fernseher und Kay beginnt, ihren Koffer zu packen. Er folgt ihr nach oben, traut sich aber nicht, anzuklopfen. Erst nachts, als beide nicht schlafen können, fasst sich Arnold ein Herz, geht gegen seine Gewohnheit zu Kay und schläft mit ihr.
Am nächsten Morgen verschläft Arnold und ist so spät dran, dass er ohne Frühstück das Haus verlassen will. Doch kehrt er nochmals um und küsst Kay leidenschaftlich auf dem Küchentisch. Daraufhin vergisst er seinen Aktenkoffer, den Kay ihm hinterher bringt. Vor dem Haus treffen sie ihre Nachbarin, die Kay für den Abend einlädt. Auf Arnolds anzüglichen Blick hin entgegnet Kay mit einem Lachen, es sei „nicht das, was er denke.“
Im Abspann sieht man, dass beide in Anwesenheit von Dr. Feld schließlich ihr Eheversprechen am Strand erneuern, so, wie es Kay in einem ihrer Wunschträume während der Paartherapie erzählt hat. Sie versprechen einander, die Dinge zu ändern, die den anderen stören. Arnold verspricht, sich weniger Golfsendungen anzusehen und Kay verspricht, sie mit anzusehen.

## Kritik
„Dass David Frankel es nicht nur bei geschmackvollen Andeutungen belässt, sondern die Peinlichkeiten dieser Annäherung schonungslos zeigt, dass er die Figuren auch nicht schöner oder "reifer" erscheinen lässt, als sie sind, ist erstaunlich für eine solche Hollywood-Produktion. Für die neuen "adult movies" kann man sich das nur wünschen: dass sich kommerzielles Interesse und Wahrhaftigkeit gut vertragen.“

„Das letzte Drittel des Films ist dann einfach eine exzellente dramatische Inspektion einer Liebe jenseits der sechzig.“

„Wie beim ersten Mal spielt in einem puritanischen Disneyland, wo man daran glaubt, dass Sex eine ebenso durch Technik und Verstand steuerbare Maschine wie eine Geisterbahn ist. "Soll das ein Witz sein?", möchte man mit Arnold fragen, als das Paar im Schlussbild sein Eheversprechen erneuert.“

## Einspielergebnisse
In den USA startete der Film auf Platz 4 mit einem Wochenendeinspiel von 19,1 Millionen US$. Am zweiten US-Wochenende verlor der Film nur ca. 38 % und stand Ende August 2012 bei ca. 35 Millionen US$.